# Arruitz
Arruitz en basque ou Arruiz en espagnol est une commune située dans la municipalité de Larraun de la communauté forale de Navarre, dans le Nord de l'Espagne.
Cette commune se situe dans la zone bascophone de la Navarre. Elle est située dans la mérindade de Pampelune, à 31km de Pampelune. Sa population en 2021 était de 78 habitants. Sa superficie est de 6,04 km², et sa densité de population est de 16,89 hab/km².

## Géographie
La commune d'Arruitz est située dans la partie orientale de la municipalité de Larraun, sur les rives de la rivière Larraun.  La commune est limitrophe, au nord, de la commune d'Aldatz, à l'est, de la commune de Basaburua, au sud, de la commune d'Astitz, et à l'ouest de celle de Mugiro.
|        | Aldatz  |           |
| Mugiro | Arruitz | Basaburua |
|        | Astitz  |           |

## Population
| 2000 | 2001 | 2002 | 2003 | 2004 | 2005 | 2006 | 2007 | 2008 |
| ---- | ---- | ---- | ---- | ---- | ---- | ---- | ---- | ---- |
| 110  | 106  | 95   | 96   | 101  | 103  | 105  | 103  | 103  |

| 2009 | 2010 | 2011 | 2012 | 2013 | 2014 | 2015 | 2016 | 2017 |
| ---- | ---- | ---- | ---- | ---- | ---- | ---- | ---- | ---- |
| 104  | 102  | 108  | 105  | 101  | 102  | 99   | 96   | 93   |

| 2018 | 2019 | 2020 | 2021 | - | - | - | - | - |
| ---- | ---- | ---- | ---- | - | - | - | - | - |
| 93   | 93   | 85   | 78   | - | - | - | - | - |